# Cacosternum parvum
Cacosternum parvum es una especie  de anfibios de la familia Ranidae.

## Distribución geográfica
Se encuentra en Lesoto, Sudáfrica y Suazilandia.